# Liste des monuments nationaux du Cundinamarca
Cet article liste les monuments nationaux du Cundinamarca, en Colombie. Au 25 septembre 2013, 134 monuments nationaux étaient recensés dans ce département.

## Patrimoine matériel
| Code national | Monument                                                    | Municipalité(s)                                                                      | Adresse           | Coordonnées                        | Date | Illustration                                               |
| ------------- | ----------------------------------------------------------- | ------------------------------------------------------------------------------------ | ----------------- | ---------------------------------- | ---- | ---------------------------------------------------------- |
|               | Auberge Boyacá du sanatorium d'Agua de Dios                 | Agua de Dios                                                                         |                   | à géolocaliser                     | 2011 | Image manquante Téléverser                                 |
|               | Bains thermaux du sanatorium d'Agua de Dios                 | Agua de Dios                                                                         |                   | à géolocaliser                     | 2011 | Image manquante Téléverser                                 |
|               | Collégiale María Inmaculada du sanatorium d'Agua de Dios    | Agua de Dios                                                                         |                   | à géolocaliser                     | 2011 | Image manquante Téléverser                                 |
|               | Maison de la désinfection du sanatorium d'Agua de Dios      | Agua de Dios                                                                         |                   | à géolocaliser                     | 2011 | Image manquante Téléverser                                 |
|               | Maison du maître Luis A. Calvo du sanatorium d'Agua de Dios | Agua de Dios                                                                         |                   | à géolocaliser                     | 2011 | Image manquante Téléverser                                 |
|               | Maison médicale du sanatorium d'Agua de Dios                | Agua de Dios                                                                         |                   | à géolocaliser                     | 2011 | Image manquante Téléverser                                 |
|               | Maison San Rafael du sanatorium d'Agua de Dios              | Agua de Dios                                                                         |                   | à géolocaliser                     | 2011 | Image manquante Téléverser                                 |
|               | Colegio Miguel Unia du sanatorium d'Agua de Dios            | Agua de Dios                                                                         |                   | à géolocaliser                     | 2011 | Image manquante Téléverser                                 |
|               | Hôpital Herrera Restrepo du sanatorium d'Agua de Dios       | Agua de Dios                                                                         |                   | à géolocaliser                     | 2011 | Hôpital Herrera Restrepo du sanatorium d'Agua de Dios      |
|               | Internat Crisanto Luque du sanatorium d'Agua de Dios        | Agua de Dios                                                                         |                   | à géolocaliser                     | 2011 | Image manquante Téléverser                                 |
|               | Internat Santa Ana du sanatorium d'Agua de Dios             | Agua de Dios                                                                         |                   | à géolocaliser                     | 2011 | Image manquante Téléverser                                 |
|               | Pont des soupirs du sanatorium d'Agua de Dios               | Agua de Dios                                                                         |                   | à géolocaliser                     | 2011 | Pont des soupirs du sanatorium d'Agua de Dios              |
|               | Théâtre Vargas Tejada du sanatorium d'Agua de Dios          | Agua de Dios                                                                         |                   | à géolocaliser                     | 2011 | Image manquante Téléverser                                 |
|               | Auberge San Vicente du sanatorium d'Agua de Dios            | Agua de Dios                                                                         |                   | à géolocaliser                     | 2011 | Image manquante Téléverser                                 |
|               | Auberge Ospina Pérez du sanatorium d'Agua de Dios           | Agua de Dios                                                                         |                   | à géolocaliser                     | 2011 | Image manquante Téléverser                                 |
|               | Edificio Carrasquilla du sanatorium d'Agua de Dios          | Agua de Dios                                                                         |                   | à géolocaliser                     | 2011 | Image manquante Téléverser                                 |
|               | Gare ferroviaire d'Albán                                    | Albán                                                                                |                   | à géolocaliser                     | 1996 | Gare ferroviaire d'Albán                                   |
|               | Gare ferroviaire de La Frontera                             | Albán                                                                                |                   | à géolocaliser                     | 1996 | Gare ferroviaire de La Frontera                            |
|               | Gare ferroviaire de La Tribuna                              | Albán                                                                                |                   | à géolocaliser                     | 1996 | Gare ferroviaire de La Tribuna                             |
|               | Gare ferroviaire de Los Alpes                               | Albán                                                                                |                   | à géolocaliser                     | 1996 | Gare ferroviaire de Los Alpes                              |
|               | Gare ferroviaire de Namay                                   | Albán                                                                                |                   | à géolocaliser                     | 1996 | Gare ferroviaire de Namay                                  |
|               | Gare ferroviaire d'Anapoima                                 | Anapoima                                                                             |                   | à géolocaliser                     | 1996 | Image manquante Téléverser                                 |
|               | Gare ferroviaire de San Antonio                             | Anapoima                                                                             |                   | à géolocaliser                     | 1996 | Image manquante Téléverser                                 |
|               | Gare ferroviaire de Petaluma                                | Anapoima                                                                             |                   | à géolocaliser                     | 1996 | Image manquante Téléverser                                 |
|               | Gare ferroviaire de La Florida                              | Anapoima                                                                             |                   | à géolocaliser                     | 1996 | Image manquante Téléverser                                 |
|               | Gare ferroviaire d'Apulo                                    | Apulo                                                                                |                   | à géolocaliser                     | 1996 | Gare ferroviaire d'Apulo                                   |
|               | Église Notre-Dame de La Canoa                               | Beltrán                                                                              |                   | à géolocaliser                     | 2000 | Image manquante Téléverser                                 |
|               | Gare ferroviaire de Cachipay                                | Cachipay                                                                             |                   | à géolocaliser                     | 1996 | Image manquante Téléverser                                 |
|               | Gare ferroviaire de Cajicá                                  | Cajicá                                                                               |                   | à géolocaliser                     | 1996 | Gare ferroviaire de Cajicá                                 |
|               | Gare ferroviaire de Cambras                                 | Caparrapí                                                                            |                   | à géolocaliser                     | 1996 | Image manquante Téléverser                                 |
|               | Gare ferroviaire de Córdoba                                 | Caparrapí                                                                            |                   | à géolocaliser                     | 1996 | Image manquante Téléverser                                 |
|               | Gare ferroviaire d'El Dindal                                | Caparrapí                                                                            |                   | à géolocaliser                     | 1996 | Image manquante Téléverser                                 |
|               | Gare ferroviaire de La Caro                                 | Chía                                                                                 |                   | 4° 52′ 00″ nord, 74° 02′ 00″ ouest | 1996 | Image manquante Téléverser                                 |
|               | Hacienda Yerbabuena                                         | Chía                                                                                 |                   | à géolocaliser                     | 1986 | Image manquante Téléverser                                 |
|               | Pont del Común                                              | Chía                                                                                 |                   | à géolocaliser                     | 1975 | Pont del Común                                             |
|               | Gare ferroviaire de Chocontá                                | Chocontá                                                                             |                   | à géolocaliser                     | 1996 | Gare ferroviaire de Chocontá                               |
|               | Hacienda El Noviciado                                       | Cota                                                                                 |                   | à géolocaliser                     | 2004 | Image manquante Téléverser                                 |
|               | Temple paroissial du Divin Sauveur                          | Cucunubá                                                                             |                   | à géolocaliser                     | 2001 | Temple paroissial du Divin Sauveur                         |
|               | Gare ferroviaire de Cisneros                                | Facatativá                                                                           |                   | à géolocaliser                     | 1996 | Image manquante Téléverser                                 |
|               | Gare ferroviaire d'El Corzo                                 | Facatativá                                                                           |                   | à géolocaliser                     | 1996 | Image manquante Téléverser                                 |
|               | Gare ferroviaire d'El Cruce                                 | Facatativá                                                                           |                   | à géolocaliser                     | 1996 | Image manquante Téléverser                                 |
|               | Gare ferroviaire de Facatativá                              | Facatativá                                                                           |                   | à géolocaliser                     | 1996 | Gare ferroviaire de Facatativá                             |
|               | Gare ferroviaire de Manzano                                 | Facatativá                                                                           |                   | à géolocaliser                     | 1996 | Gare ferroviaire de Manzano                                |
|               | Hôpital San Rafael                                          | Facatativá                                                                           | Carrera 2 1-80    | à géolocaliser                     | 1993 | Hôpital San Rafael                                         |
|               | Corridor ferroviaire Facatativá - Girardot - Cundinamarca   | Facatativá, Zipacón, Anolaima, Cachipay, La Mesa, Anapoima, Apulo, Tocaima, Girardot |                   | à géolocaliser                     | 1998 | Corridor ferroviaire Facatativá - Girardot - Cundinamarca  |
|               | Gare ferroviaire de Funza                                   | Funza                                                                                |                   | à géolocaliser                     | 1996 | Image manquante Téléverser                                 |
|               | Gare ferroviaire de La Floresta                             | Funza                                                                                |                   | à géolocaliser                     | 1996 | Image manquante Téléverser                                 |
|               | Gare ferroviaire de Fúquene                                 | Fúquene                                                                              |                   | à géolocaliser                     | 1996 | Image manquante Téléverser                                 |
|               | Gare ferroviaire de Guatancuy                               | Fúquene                                                                              |                   | à géolocaliser                     | 1996 | Image manquante Téléverser                                 |
|               | Gare ferroviaire de P. Robles                               | Fúquene                                                                              |                   | à géolocaliser                     | 1996 | Image manquante Téléverser                                 |
|               | Hacienda Quinta Coburgo                                     | Fusagasugá                                                                           |                   | à géolocaliser                     | 1996 | Hacienda Quinta Coburgo                                    |
|               | Gare ferroviaire de Gachancipá                              | Gachancipá                                                                           |                   | à géolocaliser                     | 1996 | Image manquante Téléverser                                 |
|               | Gare ferroviaire de Girardot                                | Girardot                                                                             |                   | à géolocaliser                     | 1996 | Gare ferroviaire de Girardot                               |
|               | Gare ferroviaire de Yesal                                   | Girardot                                                                             |                   | à géolocaliser                     | 1996 | Image manquante Téléverser                                 |
|               | Place du marché                                             | Girardot                                                                             |                   | à géolocaliser                     | 1993 | Image manquante Téléverser                                 |
|               | Gare ferroviaire de Guachetá                                | Guachetá                                                                             |                   | à géolocaliser                     | 1996 | Image manquante Téléverser                                 |
|               | Gare ferroviaire de Rabanal                                 | Guachetá                                                                             |                   | à géolocaliser                     | 1996 | Image manquante Téléverser                                 |
|               | Maison-musée Policarpa Salavarrieta                         | Guaduas                                                                              | Calle 2 4-17/4-25 | à géolocaliser                     | 2013 | Maison-musée Policarpa Salavarrieta                        |
|               | Vieux quartier de Guaduas                                   | Guaduas                                                                              |                   | à géolocaliser                     | 1959 | Image manquante Téléverser                                 |
|               | Gare ferroviaire de Guaduero                                | Guaduas                                                                              |                   | à géolocaliser                     | 1996 | Image manquante Téléverser                                 |
|               | Chapelle de Siecha                                          | Guasca                                                                               |                   | à géolocaliser                     | 1991 | Chapelle de Siecha                                         |
|               | Casa de hacienda Siecha                                     | Guasca                                                                               |                   | à géolocaliser                     | 2004 | Image manquante Téléverser                                 |
|               | Chapelle intérieure de la maison du gouvernement            | La Calera                                                                            |                   | à géolocaliser                     | 1984 | Image manquante Téléverser                                 |
|               | Gare ferroviaire de Doima                                   | La Mesa                                                                              |                   | à géolocaliser                     | 1996 | Image manquante Téléverser                                 |
|               | Gare ferroviaire d'El Hospicio                              | La Mesa                                                                              |                   | à géolocaliser                     | 1996 | Image manquante Téléverser                                 |
|               | Gare ferroviaire de La Mesa                                 | La Mesa                                                                              |                   | à géolocaliser                     | 1996 | Image manquante Téléverser                                 |
|               | Gare ferroviaire de La Salada                               | La Mesa                                                                              |                   | à géolocaliser                     | 1996 | Image manquante Téléverser                                 |
|               | Gare ferroviaire de Pesquera                                | La Mesa                                                                              |                   | à géolocaliser                     | 1996 | Image manquante Téléverser                                 |
|               | Gare ferroviaire de La Esperanza                            | La Mesa                                                                              |                   | à géolocaliser                     | 1996 | Image manquante Téléverser                                 |
|               | Gare ferroviaire de Margaritas                              | La Mesa                                                                              |                   | à géolocaliser                     | 1996 | Image manquante Téléverser                                 |
|               | Gare ferroviaire de San Joaquín                             | La Mesa                                                                              |                   | à géolocaliser                     | 1996 | Image manquante Téléverser                                 |
|               | Gare ferroviaire d'El Rhur                                  | Lenguazaque                                                                          |                   | à géolocaliser                     | 1996 | Image manquante Téléverser                                 |
|               | Gare ferroviaire de Lenguazaque                             | Lenguazaque                                                                          |                   | à géolocaliser                     | 1996 | Image manquante Téléverser                                 |
|               | Gare ferroviaire de Madrid                                  | Madrid                                                                               |                   | à géolocaliser                     | 1996 | Image manquante Téléverser                                 |
|               | Gare ferroviaire de Mosquera                                | Mosquera                                                                             |                   | à géolocaliser                     | 1996 | Gare ferroviaire de Mosquera                               |
|               | Gare ferroviaire de Nemocón                                 | Nemocón                                                                              |                   | à géolocaliser                     | 1996 | Image manquante Téléverser                                 |
|               | Ancienne forge de Pacho                                     | Pacho                                                                                |                   | à géolocaliser                     | 1998 | Image manquante Téléverser                                 |
|               | Gare ferroviaire de Brisas                                  | Puerto Salgar                                                                        |                   | à géolocaliser                     | 1996 | Image manquante Téléverser                                 |
|               | Gare ferroviaire de Colorados                               | Puerto Salgar                                                                        |                   | à géolocaliser                     | 1996 | Image manquante Téléverser                                 |
|               | Gare ferroviaire de México                                  | Puerto Salgar                                                                        |                   | à géolocaliser                     | 1996 | Image manquante Téléverser                                 |
|               | Gare ferroviaire de Puerto Salgar                           | Puerto Salgar                                                                        |                   | à géolocaliser                     | 1996 | Image manquante Téléverser                                 |
|               | Gare ferroviaire de Santa Rosa Gare ferroviaire de Tobía    | Quebradanegra                                                                        |                   | à géolocaliser                     | 1996 | Image manquante Téléverser                                 |
|               | Hacienda Peñalisa                                           | Ricaurte                                                                             |                   | à géolocaliser                     | 2000 | Image manquante Téléverser                                 |
|               | Gare ferroviaire de Cambao                                  | San Juan de Rioseco                                                                  |                   | à géolocaliser                     | 1996 | Image manquante Téléverser                                 |
|               | Gare ferroviaire de Sasaima                                 | Sasaima                                                                              |                   | à géolocaliser                     | 1996 | Gare ferroviaire de Sasaima                                |
|               | Gare ferroviaire de La Victoria                             | Sasaima                                                                              |                   | à géolocaliser                     | 1996 | Image manquante Téléverser                                 |
|               | Gare ferroviaire de Sesquilé                                | Sesquilé                                                                             |                   | à géolocaliser                     | 1996 | Image manquante Téléverser                                 |
|               | Gare ferroviaire de Simijaca                                | Simijaca                                                                             |                   | à géolocaliser                     | 1996 | Image manquante Téléverser                                 |
|               | Gare ferroviaire d'Alicachín                                | Soacha                                                                               |                   | à géolocaliser                     | 1996 | Image manquante Téléverser                                 |
|               | Gare ferroviaire de Chusacá                                 | Soacha                                                                               |                   | à géolocaliser                     | 1996 | Image manquante Téléverser                                 |
|               | Gare ferroviaire de Soacha                                  | Soacha                                                                               |                   | à géolocaliser                     | 1996 | Image manquante Téléverser                                 |
|               | Gare ferroviaire de Charquito                               | Soacha                                                                               |                   | à géolocaliser                     | 1996 | Image manquante Téléverser                                 |
|               | Casa de hacienda Hatogrande                                 | Sopó                                                                                 |                   | à géolocaliser                     | 2004 | Image manquante Téléverser                                 |
|               | Archanges de Sopó                                           | Sopó                                                                                 |                   | à géolocaliser                     | 1990 | Archanges de Sopó                                          |
|               | Église du Divin Sauveur et son presbytère                   | Sopó                                                                                 | Place principale  | à géolocaliser                     | 1990 | Église du Divin Sauveur et son presbytère                  |
|               | Gare ferroviaire de Briceño                                 | Sopó                                                                                 |                   | à géolocaliser                     | 1996 | Gare ferroviaire de Briceño                                |
|               | Ancienne forge de La Pradera                                | Subachoque                                                                           |                   | à géolocaliser                     | 1998 | Image manquante Téléverser                                 |
|               | Chapelle doctrinale de Suesca                               | Suesca                                                                               |                   | à géolocaliser                     | 1993 | Chapelle doctrinale de Suesca                              |
|               | Gare ferroviaire d'El Crucero                               | Suesca                                                                               |                   | à géolocaliser                     | 1996 | Image manquante Téléverser                                 |
|               | Gare ferroviaire de La Laguna                               | Suesca                                                                               |                   | à géolocaliser                     | 1996 | Image manquante Téléverser                                 |
|               | Gare ferroviaire de Mogua                                   | Suesca                                                                               |                   | à géolocaliser                     | 1996 | Image manquante Téléverser                                 |
|               | Gare ferroviaire de Suesca                                  | Suesca                                                                               |                   | à géolocaliser                     | 1996 | Image manquante Téléverser                                 |
|               | Place principale de Suesca                                  | Suesca                                                                               |                   | à géolocaliser                     | 1993 | Image manquante Téléverser                                 |
|               | Gare ferroviaire de Susa                                    | Susa                                                                                 |                   | à géolocaliser                     | 1996 | Image manquante Téléverser                                 |
|               | Église doctrinale, place et capillas posas Église coloniale | Sutatausa                                                                            |                   | à géolocaliser                     | 1980 | Église doctrinale, place et capillas posasÉglise coloniale |
|               | Place de Sutatausa                                          | Sutatausa                                                                            |                   | à géolocaliser                     | 1980 | Image manquante Téléverser                                 |
|               | Chapelle doctrinale de Tabio                                | Tabio                                                                                |                   | à géolocaliser                     | 2004 | Chapelle doctrinale de Tabio                               |
|               | Chapelle doctrinale de Tenjo                                | Tenjo                                                                                |                   | à géolocaliser                     | 2004 | Chapelle doctrinale de Tenjo                               |
|               | Place principale de Tenjo et son marché                     | Tenjo                                                                                |                   | à géolocaliser                     | 1993 | Image manquante Téléverser                                 |
|               | Gare ferroviaire de Portillo                                | Tocaima                                                                              |                   | à géolocaliser                     | 1996 | Image manquante Téléverser                                 |
|               | Gare ferroviaire de Pubenza                                 | Tocaima                                                                              |                   | à géolocaliser                     | 1996 | Image manquante Téléverser                                 |
|               | Gare ferroviaire de Salado                                  | Tocaima                                                                              |                   | à géolocaliser                     | 1996 | Image manquante Téléverser                                 |
|               | Gare ferroviaire de Tocaima                                 | Tocaima                                                                              |                   | à géolocaliser                     | 1996 | Gare ferroviaire de Tocaima                                |
|               | Gare ferroviaire de Tocancipá                               | Tocancipá                                                                            |                   | à géolocaliser                     | 1996 | Image manquante Téléverser                                 |
|               | Basilique mineure d'Ubaté                                   | Ubaté                                                                                |                   | à géolocaliser                     | 2005 | Basilique mineure d'Ubaté                                  |
|               | Gare ferroviaire d'Útica                                    | Útica                                                                                |                   | à géolocaliser                     | 1996 | Gare ferroviaire d'Útica                                   |
|               | Gare ferroviaire de La Nevera                               | Villapinzón                                                                          |                   | à géolocaliser                     | 1996 | Image manquante Téléverser                                 |
|               | Gare ferroviaire de Villapinzón                             | Villapinzón                                                                          |                   | à géolocaliser                     | 1996 | Image manquante Téléverser                                 |
|               | Gare ferroviaire de Villapinzón                             | Villapinzón                                                                          |                   | à géolocaliser                     | 1996 | Image manquante Téléverser                                 |
|               | Gare ferroviaire de Bagazal                                 | Villeta                                                                              |                   | à géolocaliser                     | 1996 | Image manquante Téléverser                                 |
|               | Gare ferroviaire de La Margarita                            | Villeta                                                                              |                   | à géolocaliser                     | 1996 | Image manquante Téléverser                                 |
|               | Gare ferroviaire de Mave                                    | Villeta                                                                              |                   | à géolocaliser                     | 1996 | Image manquante Téléverser                                 |
|               | Gare ferroviaire de San Miguel                              | Villeta                                                                              |                   | à géolocaliser                     | 1996 | Image manquante Téléverser                                 |
|               | Gare ferroviaire de Villeta                                 | Villeta                                                                              |                   | à géolocaliser                     | 1996 | Gare ferroviaire de Villeta                                |
|               | Gare ferroviaire de Sebastopol                              | Zipacón                                                                              |                   | à géolocaliser                     | 1996 | Image manquante Téléverser                                 |
|               | Gare ferroviaire de Tablanca                                | Zipacón                                                                              |                   | à géolocaliser                     | 1996 | Image manquante Téléverser                                 |
|               | Gare ferroviaire de Zipacón                                 | Zipacón                                                                              |                   | à géolocaliser                     | 1996 | Image manquante Téléverser                                 |
|               | Gare ferroviaire d'El Ocaso                                 | Zipacón                                                                              |                   | à géolocaliser                     | 1996 | Image manquante Téléverser                                 |
|               | Gare ferroviaire de La Capilla                              | Zipacón                                                                              |                   | à géolocaliser                     | 1996 | Image manquante Téléverser                                 |
|               | Centre urbain de Zipaquirá                                  | Zipaquirá                                                                            |                   | à géolocaliser                     | 2005 | Centre urbain de Zipaquirá                                 |
|               | Gare ferroviaire de Betania                                 | Zipaquirá                                                                            |                   | à géolocaliser                     | 1996 | Image manquante Téléverser                                 |
|               | Gare ferroviaire de Mortiño                                 | Zipaquirá                                                                            |                   | à géolocaliser                     | 1996 | Image manquante Téléverser                                 |
|               | Gare ferroviaire de Zipaquirá                               | Zipaquirá                                                                            |                   | à géolocaliser                     | 1996 | Gare ferroviaire de Zipaquirá                              |
|               | Zone archéologique de Zipaquirá                             | Zipaquirá                                                                            |                   | à géolocaliser                     | 1972 | Zone archéologique de Zipaquirá                            |

## Patrimoine naturel
| Code national | Monument                                                        | Municipalité(s) | Adresse | Coordonnées    | Date | Illustration               |
| ------------- | --------------------------------------------------------------- | --------------- | ------- | -------------- | ---- | -------------------------- |
|               | Site Los Chorros et bains thermaux du sanatorium d'Agua de Dios | Agua de Dios    |         | à géolocaliser | 2011 | Image manquante Téléverser |